# علم النفس الغشتالتي
علم النفس الغشتالتي أو علم النفس الشكلي  يتأسس على نظرية الغَشتَلت أي نظرية الشكل (من الألمانية Gestalt « شكل» وتلفظ ‎[ɡəˈʃtalt]‏) التي وضعتها مدرسة برلين تشكل نظرية حول العقل والدماغ تفترض أن المبدأ العملي للدماغ كلاني، متوازي ومتماثل مع ميل للتنظيم الذاتي أو أن مجموع كل الأجزاء أقل من أداء الكل. نظرية الغشتالتي (gestalt theory) في علم النفس، تعني ببساطة أنه من الضروري اعتبار الكل، لأن الكل له معنى مختلف عن الأجزاء المكونة له.

## تاريخ
أسس ماكس فيرتيمير وكورت كوفكا وفولفجانج كولر علم النفس الجشطالتي في أوائل القرن العشرين. كانت النظرة السائدة في علم النفس في ذلك الوقت هي البنيوية، والتي تجسدت في أعمال هيرمان فون هيلمهولتز وويلهلم فونت وإدوارد ب. تيتشنر.  كانت البنيوية متجذرة بقوة في التجريبية البريطانية وكانت تستند إلى ثلاث نظريات مترابطة بشكل وثيق:
- الذرية، والمعروفة أيضًا باسم "العناصر"وجهة النظر القائلة بأن كل المعرفة، حتى الأفكار المجردة المعقدة، مبنية من مكونات بسيطة وجزئية
- الإثارة، وجهة النظر القائلة بأن أبسط المكونات - ذرات الفكر - هي انطباعات حسية أولية
- الترابطية، وجهة النظر القائلة بأن الأفكار الأكثر تعقيدًا تنشأ من ربط الأفكار البسيطة

الجشطالت هو نموذج يعارض هذا المنهج من أسفل إلى أعل ويعتمد على المنظور العكسي من أعلى إلى أسفل. أي من الكل إلى الجزء. حسب نظرية الجشطالت، الإدراك لشكل ما يسبق التفاصيل؛ المثال الشكلي الأكثر كلاسيكية هو فقاعة الصابون التي لا يمكن لشكلها الكروي أن يعرف عن طريق قالب صلب أو أدوات جاهزة أو حتى عن طريق معادلة رياضياتية، لكنها مع ذلك تنبثق تلقائيا عن طريق الفعل المتوازي للتوتر السطحي على كل نقاط السطح في وقت واحد. بهذه النظرة فهي تعاكس وتخالف المبدأ «الجزئي» للعمليات والإجراءات أو الخطوات البسيطة، كل واحدة يتم حسابها بشكل مستقل عن المسألة الكلية ككل.

## التعريف

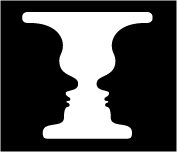
مزهرية روبين

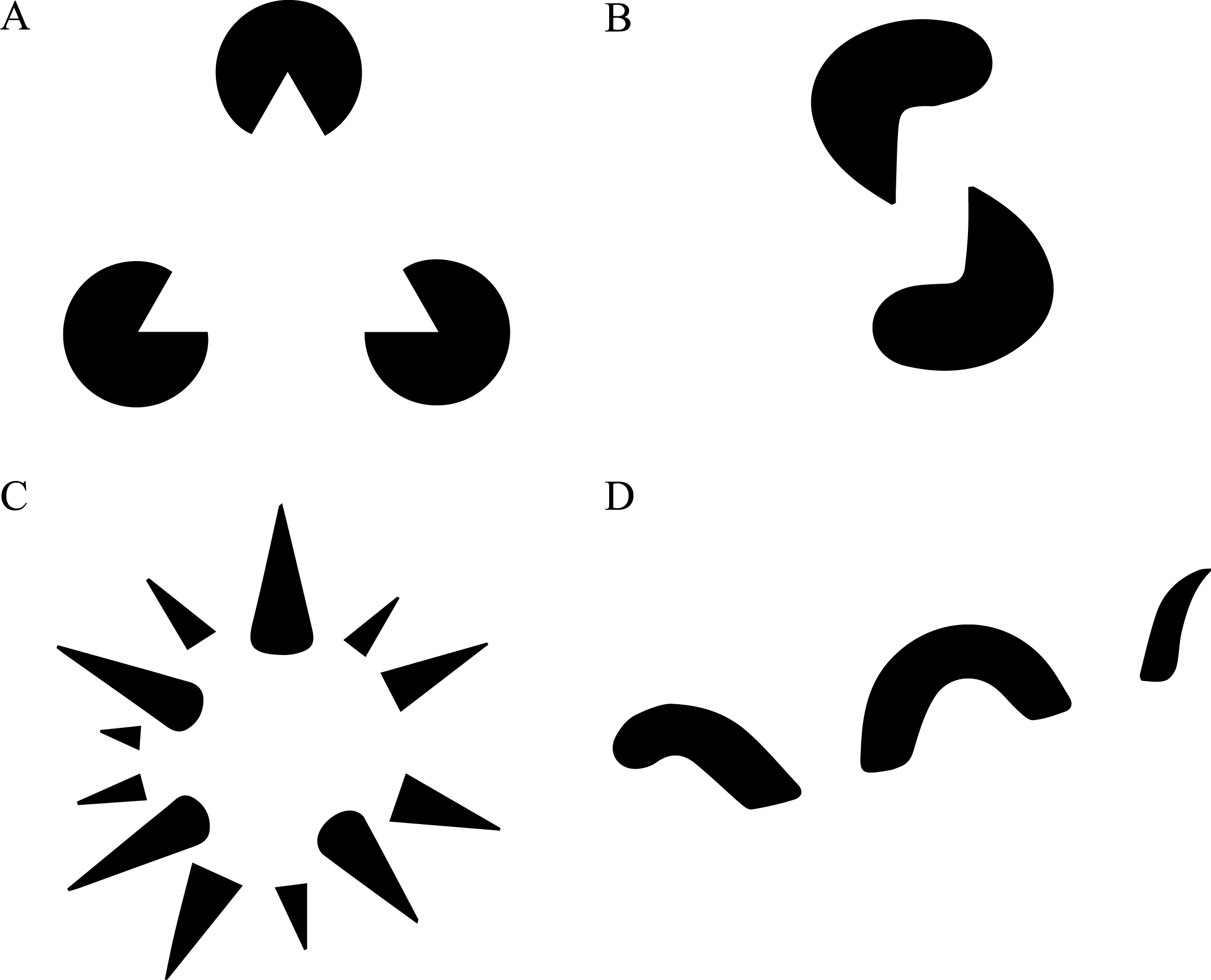
إثبات التجسيد في الإدراك حسب لهار 2003

الغشتلت دراسة الإدراك والسلوك من مدرسة علم النفس، والمعروف أيضا باسم «علم النفس الشكلي»، التي تعنى في المقام الأول دراسة التصور وقوانينه. وفقا لعلماء النفس الغشتلت بمعنى «التجسيد»، الصور تُدرك بطريقة إجمالية وأكثر تعقيدا من مجموع التشكيلات الجزئية: على سبيل المثال، إضافة شكل صهوة في منظر عام للمدينة يُفهم وكأنه كاتدرائية.*

### الفرضيات الإدراكية
- العملية الإدراكية والعملية الفيزيولوجية العصبية هي متماثلة عند الأفراد؛ إنها مهيكلة بنفس الطريقة .
- لا يوجد إدراك منعزل، فالإدراك بنيوي منذ البداية.
- يتكون الإدراك من تمييز الشكل مقارنة مع الخلفية .
- إدراك الأشكال ليس أمرًا صعبًا، ولكنه يفرض بعض العناصر "الطبيعية" الخاصة بميكانيزمات الإدراك للفرد

### القوانين الرئيسية للجشطالت
- قانون الشكل الجيد: القانون الأساسي الذي تنشأ منه القوانين الأخرى: مجموعة من الأجزاء عديمة الشكل (مثل مجموعات عشوائية من النقاط) تميل إلى أن تُدرك أولاً (تلقائياً) كشكل، والمقصود من هذا الشكل أن يكون بسيطاً، ومتماثلاً، ومستقراً، باختصار، شكل جيد.
- قانون الاستمرارية: تميل النقاط القريبة إلى تمثيل الأشكال عند إدراكها، فنحن ندركها أولاً في الاستمرارية، كامتدادات بالنسبة لبعضها البعض.
- قانون القرب: نقوم بتجميع النقاط الأقرب إلى بعضها البعض أولاً.
- قانون التشابه: إذا كانت المسافة لا تسمح لنا بتجميع النقاط، فسنركز بعد ذلك على تحديد النقاط الأكثر تشابهاً لإدراك الشكل.
- قانون المصير المشترك: الأجزاء المتحركة التي لها نفس المسار يُنظر إليها على أنها جزء من نفس الشكل.
- قانون الألفة: نحن ندرك الأشكال الأكثر ألفة والأكثر أهمية.

تعمل هذه القوانين في نفس الوقت وتكون متناقضة في بعض الأحيان.

## تأثير الغشتلت
تأثير الغشتلت ويشير إلى قدرة مشكلة للشكل موجودة ضمن حواسنا، عمليا بالنسبة للتمييز البصري للأشكال والأشخاص وجميع الأشكال بدلا من رؤية مجرد خطوط بسيطة ومنحنيات. نظريات الغشتلت للإدراك البصري خاصة قانون برغننتس (Prägnanz وتلفظ ‎[pʀɛˈɡnants]‏) تم تجاهله وتهميشه بشكل كبير بعد تقدم العلوم العصبية الحاسوبية.

## الغشتلت وعلم الأعصاب
في العقدين الماضيين، اكتسب العلماء فهمًا أعمق لحل مشكلات الإدراك بفضل التقدم في علم الأعصاب الإدراكي. من بين النقاط الرئيسية العديدة التي أكد عليها علماء الجشطالت، دور النظام البصري في تحديد التحول المنفصل للمعرفة إلى الوعي، بالإضافة إلى الخبرة الإدراكية ووجهات النظر الشاملة. مع تقدم الأبحاث الفيزيولوجية العصبية في المعالجة القشرية للمحفزات البصرية، أصبحت الحاجة إلى مبادئ تنظيمية محسوسة بشكل متزايد. أصبحت الآن مفاهيم مثل البروز المحيطي والفصل بين الأشكال، التي كانت في السابق من اختصاص علم نفس الجشطالت، تكتسب أهمية متجددة حيث يجمع الباحثون بين النمذجة العصبية والأساليب النفسية الفيزيائية مع الأساليب الفيزيولوجية الكهربية لتوصيف الآليات العصبية للإدراك.

## للإستزادة
- علم نفس
- قائمة مجالات علم النفس
- قائمة مؤسسات علم النفس
- قائمة علماء النفس
- قائمة العلاجات النفسية
- قائمة لائحة منشورات علم النفس
- قائمة طرق الأبحاث
- قائمة مدارس علم النفس
- خط علم النفس الزمني
- رودولف ارنهييم
- خداع بصري
- تمييز الأنماط
- نظرية الأثر الضبابي (النظرية الحدسية)